# Scrub Island (îles Vierges britanniques)
Scrub Island est une île des îles Vierges britanniques qui fait partie des Petites Antilles. Il y est actuellement en construction une station balnéaire et une marina valant plusieurs millions de dollars.

## Position
Scrub Island est à environ 119 kilomètres à l'est de Puerto Rico, à 45 kilomètres au nord-est de Charlotte Amalie, dans les îles Vierges américaines, et à 2,7 kilomètres de Trellis Bay.

## Géographie
D'origine volcanique, Scrub Island fait 2,6 kilomètres de long et couvre une superficie de 0,93 km2, incluant Big Scrub (0,69 km2) et Little Scrub (0,24 km2). Le plus grand pic montagneux à l'est de l'île atteint 134 mètres tandis que le plus grand pic montagneux à l'ouest de l'île atteint 95 mètres.

## Histoire
Les premiers habitants sont venus d'Amérique du Sud il y a 5000 ans. En ce temps-là, Scrub Island était reliée à Great Camanoe et Marina Cay parce que le niveau de l'eau était significativement plus bas. Les premiers indigènes à avoir posé le pied sur cette terre sont les Arawaks qui ont laissé des traces de poterie arawak dans les environs de 200 ans av. J.-C., suivi par les Ciboneys qui étaient déjà installés sur Saint Thomas en 300 av. J.-C..
La découverte par les Européens des îles Vierges britanniques est attribuée à Christophe Colomb. Pendant son deuxième voyage, le 2 novembre 1493, il découvrit de petites îles connues aujourd'hui sous le nom de Petites Antilles, dont l'une était Scrub Island. Pour les nombreuses années suivant sa découverte, l'île demeura intouchée jusqu'à ce que des corsaires, des pirates et des boucaniers s'en servent comme havre. D'ailleurs, des preuves concrètes démontrent l'existence de trésors de pirates cachés sur l'île[réf. nécessaire]. Au début du XVIIe siècle, les Hollandais expriment de l'intérêt envers les mines de cuivre découvertes sur l'île, mais l'intérêt hollandais dans la piraterie ainsi qu'une attaque espagnole rendent l'installation d'une colonie impossible. En 1672, les Britanniques prennent le contrôle de l'île.